# Ultramax
Ultramax is de naam van een klepbedieningssysteem met excenters en schuifstangen van NSU-motorfietsen. Het werd in 1953 toegepast door Albert Roder op de NSU Max.

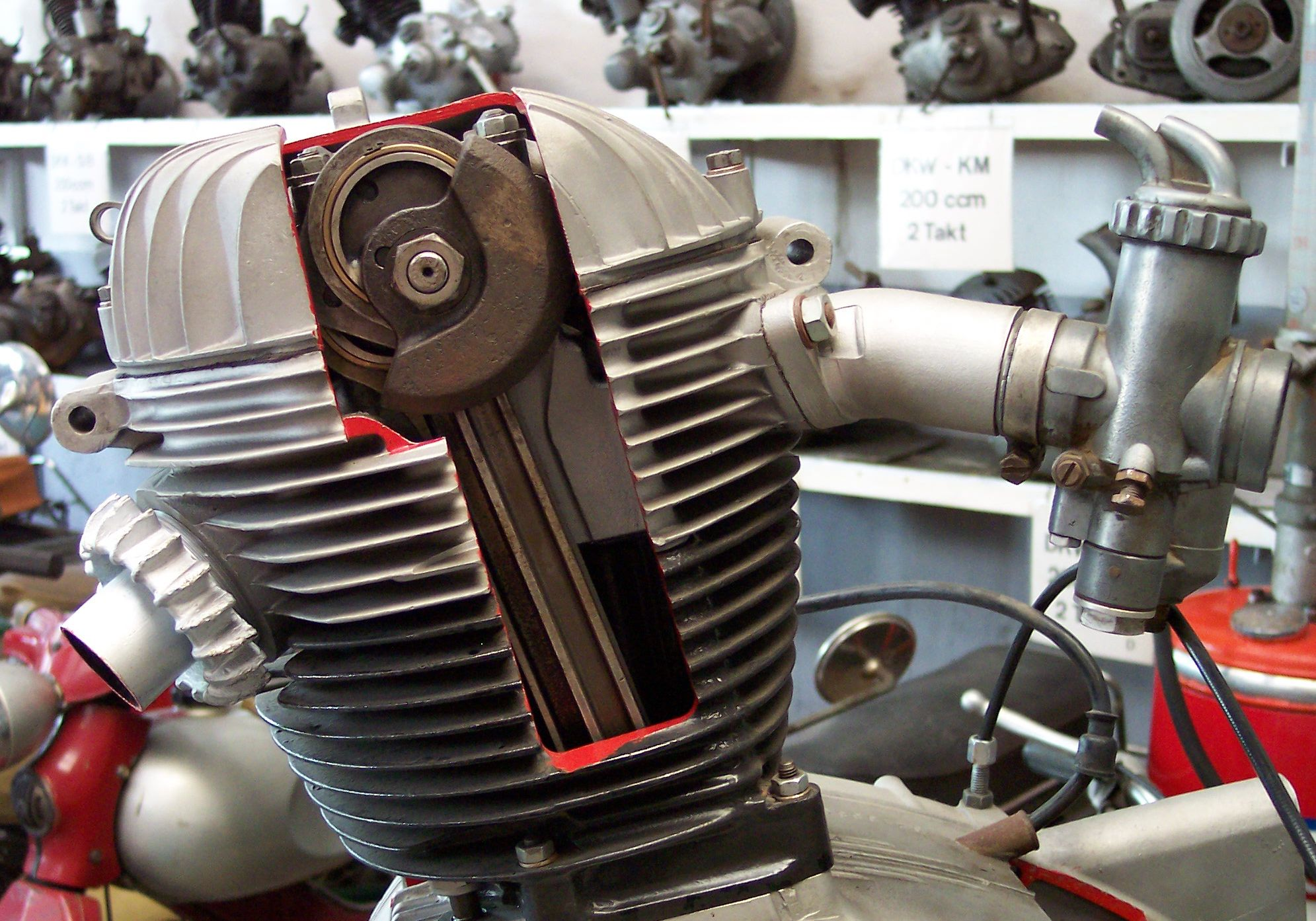

Albert Roder was destijds afgestudeerd als locomotiefontwerper en logischerwijze koos hij voor dit ontwerp (excentriek-aandrijving) aangezien een kettingaandrijving van de nokkenas in die tijd niet betrouwbaar genoeg was. Overigens was de constructie eerder door Bentley ook toegepast, die in vroeger jaren locomotieven ontwierp voordat hij aan auto's begon. 